# Azerbajdzjan i olympiska sommarspelen 1996
Azerbajdzjan deltog vid de olympiska sommarspelen 1996 i Atlanta, USA, med en trupp bestående av 23 deltagare, 20 män och 3 kvinnor. Det var landets första deltagande i de olympiska spelen som en självständig nation. Namiq Abdullayev blev med sitt silver i brottning den första idrottaren att vinna en olympisk medalj för Azerbajdzjan.

## Medaljörer
| Medalj | Namn             | Sport     | Gren                    |
| ------ | ---------------- | --------- | ----------------------- |
| Silver | Namiq Abdullayev | Brottning | Herrarnas 52 kg fristil |

## Boxning
Lätt tungvikt
- Ilham Karimov
  - Första omgången — Förlorade mot Ismael Kone (Sverige), 3-22

Supertungvikt
- Adalat Mammadov
  - Första omgången — Besegrade Petr Horacek (Tjeckien), domaren stoppade matchen
  - Andra omgången — Besegrade Josué Blocus (Frankrike), domaren stoppade matchen
  - Kvartsfinal — Förlorade mot Duncan Dokiwari (Nigeria), domaren stoppade matchen

## Fäktning
Herrarnas sabel
- Elxan Məmmədov